# Shuna i Shabasim

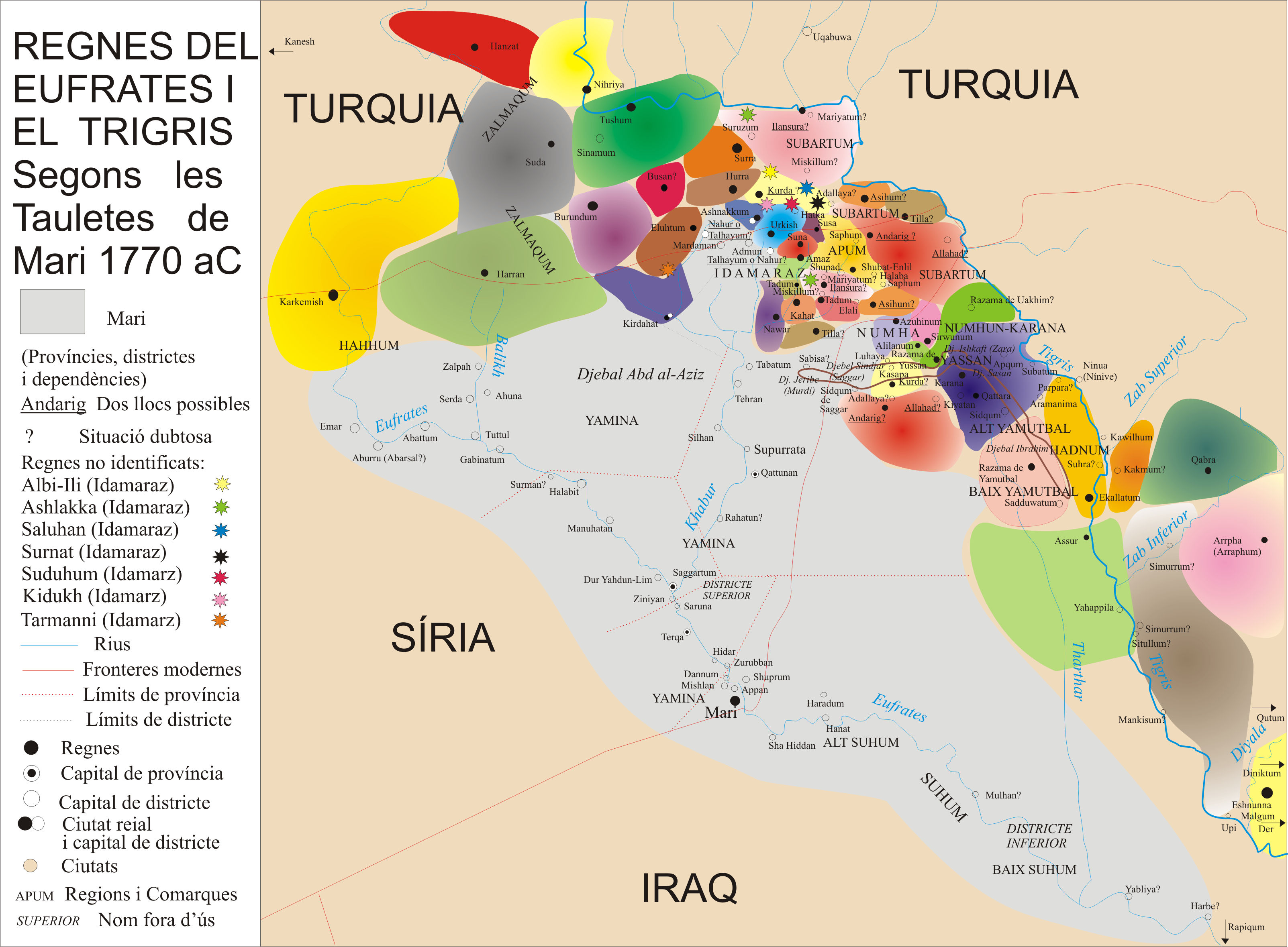
Mapa

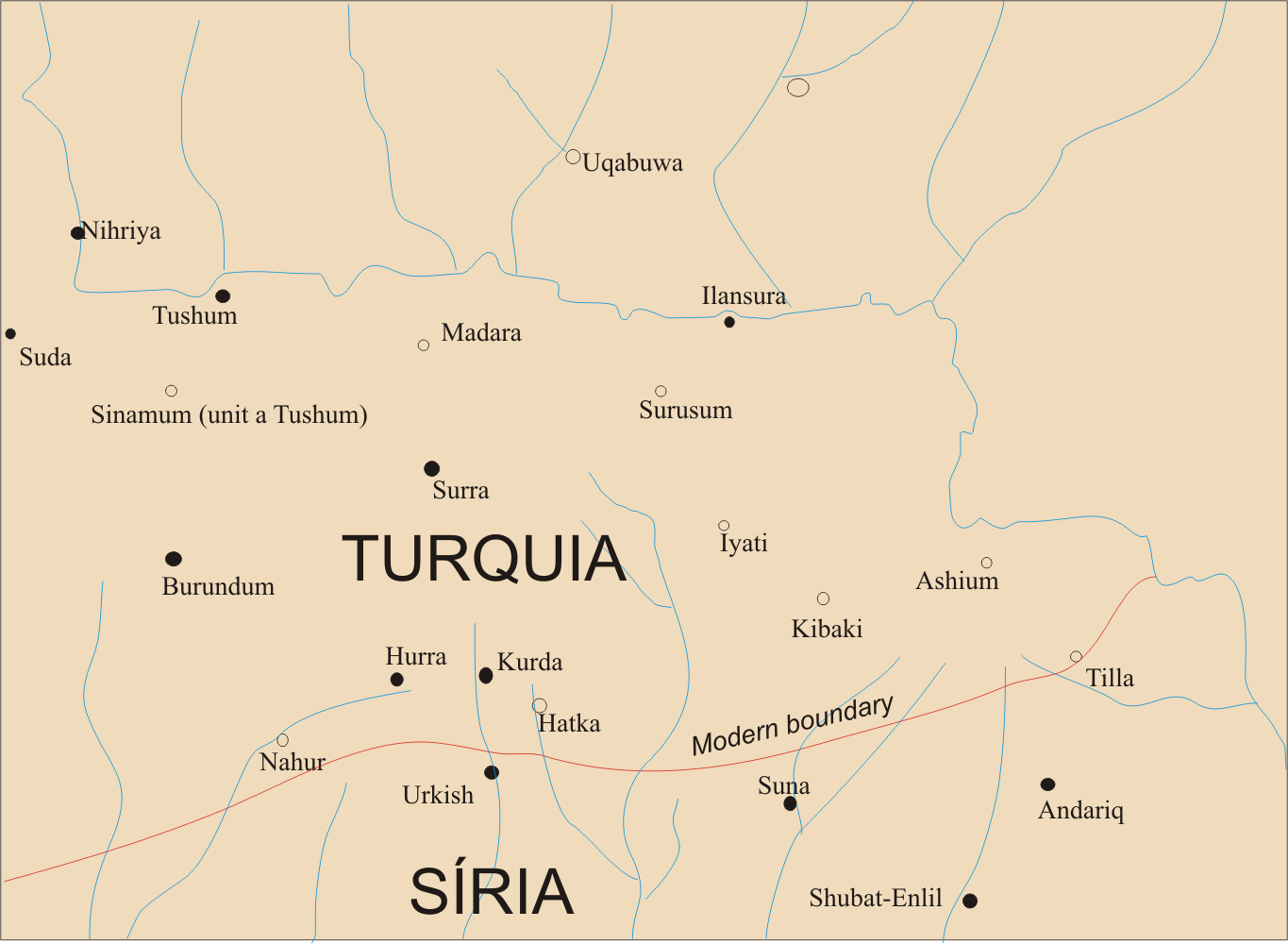
Vassals a la zona del Tigris; Shuna o Suna queda a l'extrem inferior al nord-oest Shubat-Enlil

Shuna i la terra de Shabasim fou un regne de la zona del Tigris, a la regió d'Ashnakkum, entremig d'aquesta aquesta ciutat (al nord) i la de Shubat-Enlil (al sud).
El seu sobirà, anomenat Ili-Ishtar, estava casat amb Tispatum, filla de Zimrilim de Mari, dels que era aliat. Apareix en una disputa sobre la ciutat de Shunkhum entre ell mateix, Shabram de Susa i la terra d'Apum (possiblement també gendre de Zimrilim), Ili-Addu de Kidukh, i Khaya-Sumu o Haya-Sumu de Ilansura (també gendre de Zimrilim).